# 円頂党

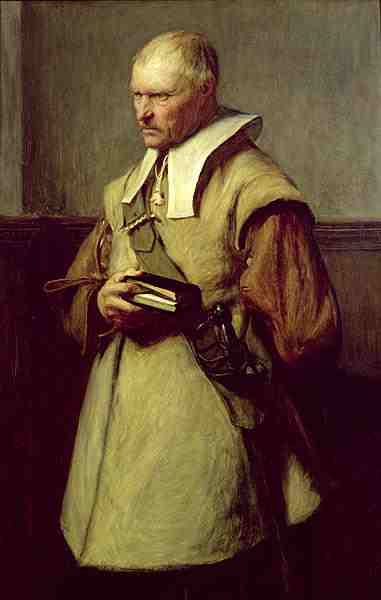
円頂党、ジョン・ペティ画

円頂党（えんちょうとう、英：Roundheads）とは、清教徒革命（イングランド内戦）において議会を支持した人々を指した語である。円頭派とも。彼らは議会派（ぎかいは、英：Parliamentarians）とも呼ばれ、絶対君主主義や王権神授理論を標榜するイングランド王チャールズ1世とその支持者である王党派（騎士党）と敵対した。円頂党の政治的な目標は、議会（立法府）による行政組織の完全な支配を実現させることであった。

## 概要
大多数の円頂党員は立憲君主制を望んでいたが、1649年に第二次イングランド内戦が終わる頃にはオリバー・クロムウェルを始めとする共和派の指導者が権力を握り、王制を完全に廃止してイングランド共和国（コモンウェルス）を樹立した。第一次イングランド内戦における円頂党の最高司令官だったトーマス・フェアファクス卿や、第2代マンチェスター伯爵エドワード・モンタギューら円頂党指導層の大半は立憲君主体制の支持者であり続けた。
円頂党は主にピューリタンや長老派から構成されたが、独立派、真正水平派、平等派、第五王国派といった少数の政治的な徒党も含まれていた。
当時、議会派に属する清教派の一部は頭を短く刈り上げていたが、この髪型はロンドン宮廷の派手好みな男性たちに流行していた長い巻き髪とは対照的であった。このピューリタンの丸刈り頭が円頂党（ラウンドヘッド）の語源である。イングランド内戦の最中とそのしばらく後まで、円頂党という言葉は侮蔑的なニュアンスを含んでいた。このため、議会派の率いるニューモデル軍では、同僚の兵士を「丸刈り頭（ラウンドヘッド＝円頂党）」と呼ぶと、罰が与えられた。これは王党派の呼び名である騎士党（Cavaliers）という語の扱われ方とは異なっていた。騎士党という語はもともと、王党派の人々をエリザベス1世女王の治世にネーデルラントのプロテスタントを迫害していたスペイン人の騎士（Caballeros）たちと重ね合わせるために議会派の用いた侮蔑の言葉だった。しかし議会派が「円頂党」と呼ばれるのを嫌ったのとは対照的に、王党派は政敵によって付けられた仇名を好んで自分たちの呼称として用いた。
「円頂党」という言葉は、1641年末に主教制廃止法案（Bishops Exclusion Bill、1640年末の根絶請願を元に作成された法案）をめぐって議会（長期議会）が紛糾していた最中に、ウェストミンスターで起きた暴動に際して初めて侮蔑語として使われた。ある当局者は暴動に際して集まった群衆について以下のように記した。「この者どもの中で髪の毛を耳より長く伸ばしているものは非常に少なく、このためウェストミンスターでの騒ぎに参加していた者たちのことを丸刈り頭（ラウンドヘッド）と呼ぶようになった」。この暴動にはロンドン市の徒弟身分（Apprentice）の若者も参加しており、ラウンドヘッド（丸刈り頭）というのは、徒弟たちがギルドの規定に従って短く刈った髪型をしていることを蔑んで呼んだ言葉であった。
クロムウェルの秘書官ジョン・ラッシュワースによれば、「ラウンドヘッド」という言葉が最初に用いられたのは1641年12月27日で、ウェストミンスターでの暴動の最中に、暴動鎮圧のために現場に来たある士官が、剣を抜いて「主教に向かって吠え回る丸刈り頭のイヌどもの喉をかっ切れ（ "cut the throat of those round-headed dogs that bawled against bishops"）」と叫んだのが始まりという。一方、ピューリタンの論客リチャード・バクスターの主張では、「ラウンドヘッド」という言葉の発明者は王妃ヘンリエッタ・マリアだと言う。バクスターの話では、王妃は1641年春の初代ストラフォード伯爵トマス・ウェントワースの裁判の際、ストラフォード伯を陥れたジョン・ピムを指して、あの丸刈り頭の男は誰かと臣下に尋ねたのだとされる。チャールズ2世の首席顧問だった初代クラレンドン伯爵エドワード・ハイドもこの話題について以下のように書いている。「…これらの争い以後、「ラウンドヘッズ（円頂党）」と「キャヴァリアーズ（騎士党）」という2つの単語は対の存在として語られるようになっていった…国王の忠実な家来は「騎士党員」と見なされ、そうでない者たちは軽蔑すべき下賤の者たちと一緒くたにされて「円頂党員」と呼ばれた」
皮肉なことに、王党派のカンタベリー大主教ウィリアム・ロードが1636年に定めた法令によって、イングランド国教会の全ての聖職者が髪を短く切るように指示されると、多くのピューリタンはロードの権威への反抗を示すために髪の毛を伸ばし始めたものの、依然として「円頂党員」と呼ばれていた。円頂党のうち、「独立派」かつ「上流階級」に属するピューリタン（クロムウェルもその一員である）たちの間では、護国卿政権末期までには髪を長く伸ばすことが一般的となったが、「長老派」や議会派の一般兵士たちは、長髪を忌み嫌い続けた。王政復古直前には、独立派のピューリタンが長老派のピューリタンを「ラウンドヘッド」と侮蔑的に呼ぶようになった。
円頂党という言葉は、1678年から1681年にかけて王位排除法案をめぐる政治危機が起きるまで、議会主義・共和主義的傾向をもつ人々を指す語として使われた。そして王位排除危機の最中に、彼らを指す言葉として新たに登場した「ホイッグ」にとって代わられた。一方、王党派も同じ時期に「騎士党」から「トーリー」へと呼称が変わった。騎士党と円頂党の語が定着した際と同じく、トーリーとホイッグの語も互いを侮辱して使う言葉として定着した。